# Pakke-Kessang
Pakke-Kessang ist ein Distrikt im indischen Bundesstaat Arunachal Pradesh. Sitz der Distriktverwaltung ist Lemmi.

## Geschichte
Das Gebiet des heutigen Distrikts gehörte bis 2018 zum Distrikt East Kameng. Die südlichen Gebiete dieses Distrikts mit den Circles Dissing-Passo, Pakke-Kessang, Pizirang (Veo) und Seijosa trennten sich von East Kameng ab und wurden Teile des neuen Distrikts Pakke-Kessang.

## Geografie
Der Distrikt Pakke-Kessang liegt im Westen von Arunachal Pradesh an der Grenze zu Assam. Der Distrikt grenzt im Norden an den Distrikt East Kameng, im Osten an den Distrikt Papum Pare, im Süden an Assam sowie im Westen an den Distrikt West Kameng. Die Fläche des Distrikts Pakke-Kessang beträgt 1259 km². Das Gebiet ist fast vollständig von Wald bedeckt und teilweise Bergland. Die wichtigsten Flüsse sind der Pakke und der Papu. Weite Teile des Pakke Tigerreservats liegen im Gebiet des Distrikts.

## Bevölkerung

### Übersicht
Nach der Volkszählung 2011 hat der Distrikt Pakke-Kessang 15.358 Einwohner. Bei 12,2 Einwohnern pro Quadratkilometer ist der Distrikt nur dünn besiedelt. Zwischen 2001 und 2011 stieg die Einwohnerzahl um 19,6 Prozent. Der Distrikt ist ländlich geprägt und hat eine durchschnittliche Alphabetisierung. Es gibt keine Dalits (scheduled castes), aber sehr viele Angehörige der anerkannten Stammesgemeinschaften (scheduled tribes).

### Bevölkerungsentwicklung
Der damalige Circle Pakke-Kessang deckte 1971 das heutige Distriktsgebiet ab. Er spaltete sich wenige Jahre später in die Circles Pakke-Kessang und Seijosa auf und seit 2011 in die Circles Dissing-Passo, Pakke-Kessang, Pizirang (Veo) und Seijosa. Aus den Daten dieser Distrikte kann die Einwohnerzahl abgeleitet werden. Die Zunahme betrug in den Jahren 2001–2011 rund 20 Prozent (19,61 %). In diesen zehn Jahren nahm die Bevölkerung um rund 2500 Menschen zu. Die genauen Zahlen verdeutlicht folgende Tabelle:

### Bedeutende Orte
Es gibt im Distrikt keine einzige städtische Siedlung.

### Bevölkerung des Distrikts nach Geschlecht
Sehr untypisch für Indien sind die Frauen die Bevölkerungsmehrheit. Den 7543 männlichen Bewohnern (49,11 % Anteil) standen 7815 Menschen weiblichen Geschlechts (50,89 % Anteil) gegenüber.

### Volksgruppen
In Indien teilt man die Bevölkerung in die drei Kategorien general population, scheduled castes und scheduled tribes ein. Die scheduled castes (anerkannte Kasten) mit (2011) 0 Menschen (0,00 Prozent der Bevölkerung) werden heutzutage Dalit genannt (früher auch abschätzig Unberührbare betitelt). Die scheduled tribes sind die anerkannten Stammesgemeinschaften mit (2011) 13.646 Menschen (88,85 Prozent der Bevölkerung), die sich selber als Adivasi bezeichnen. Zu ihnen gehören in Arunachal Pradesh 104 Volksgruppen. Die Gesamtzahl der scheduled tribes ist bis auf Höhe der Circles bekannt. Mit Ausnahme des Circles Seijosa (64,88 % Bevölkerungsanteil) liegen die Werte für die scheduled tribes bei über 90 Prozent. Die Daten zu den einzelnen Volksgruppen sind nur bis Höhe der damaligen Distrikte bekannt. Da der Distrikt im Jahr 2011 noch zum Distrikt East Kameng gehörte, ist eine Aufteilung der Volksgruppen nicht möglich. Im Distrikt East Kameng waren die Nyishi, Nissi, Sulung, Miji und Simong die fünf größten Volksgruppen. Diese Volksgruppen hatten zusammen mehr als 93 % Anteil an den scheduled tribes.

### Bevölkerung des Distrikts nach Sprachen
Der Distrikt ist sprachlich durchmischt trotz einer klaren Mehrheit, die Nissi als Muttersprache hat. Eine deutliche Mehrheit der Bevölkerung des Distrikts Pakke-Kessang spricht eine tibetobirmanische Sprache (ca. 90 % der Bevölkerung). Die weitverbreitetsten Sprachgruppen dieser Sprachfamilie sind Nissi (mit Nissi/Dafla und Apatani), Adi (mit Adi Gallong und Adi) und Rai. Die Zugewanderten benutzen meist indoarische Sprachen (ca. 10 % der Einwohnerschaft). Die meistbenutzten dieser Sprachen sind Nepali, Hindi (Standardhindi und Bhojpuri), Bengali und Assami.
Praktisch einsprachig sind die Circles Pizirang (Nissi mit 99,39 % Anteil) und Pakke-Kessang (Nissi mit 92,71 % Anteil). Auch in den beiden anderen Circles sind die Muttersprachler von Nissi in der Mehrheit. Im Circle Dissing-Passo sind Adi Gallong (13,32 % Anteil) und Rai (7,82 %) bedeutende Sprachminderheiten. Der Circle Seijosa ist sprachlich sehr durchmischt. 57,15 % der Einwohner sprechen Nissi, 8,97 % Nepali, 5,36 % Bengali, 4,72 % Hindi und 4,47 % Assami. Die Verteilung der Einzelsprachen sieht wie folgt aus:
| Jahr                                   | Nissi  | Nissi   | Nepali | Nepali | Bengali | Bengali | Adi Gallong | Adi Gallong | Hindi | Hindi  | Assami | Assami | Rai  | Rai    | Bhojpuri | Bhojpuri | Apatani | Apatani | Adi  | Adi    | Total  | Total    |
| Jahr                                   | Zahl   | %       | Zahl   | %      | Zahl    | %       | Zahl        | %           | Zahl  | %      | Zahl   | %      | Zahl | %      | Zahl     | %        | Zahl    | %       | Zahl | %      | Zahl   | %        |
| -------------------------------------- | ------ | ------- | ------ | ------ | ------- | ------- | ----------- | ----------- | ----- | ------ | ------ | ------ | ---- | ------ | -------- | -------- | ------- | ------- | ---- | ------ | ------ | -------- |
| 2011                                   | 12.897 | 83,98 % | 453    | 2,95 % | 244     | 1,59 %  | 230         | 1,50 %      | 209   | 1,36 % | 197    | 1,28 % | 140  | 0,91 % | 96       | 0,63 %   | 83      | 0,54 %  | 63   | 0,41 % | 15.358 | 100,00 % |
| Quelle: Ergebnis der Volkszählung 2011 |        |         |        |        |         |         |             |             |       |        |        |        |      |        |          |          |         |         |      |        |        |          |

### Bevölkerung des Distrikts nach Bekenntnissen
Der Distrikt ist religiös sehr gemischt. Infolge der christlichen Mission seit dem 19. Jahrhundert ist mittlerweile die Bevölkerungsmehrheit christlich. Hindus und die Anhängerschaft der herkömmlichen Glaubensgemeinschaften sind starke Minderheiten. Alle anderen Religionen haben nur unbedeutende Anteile. Im Circle Seijosa gibt es mit den Hindus (44,32 % Anteil), den Christen (39,67 % Anteil) und den Anhängern Traditioneller Religionen (11,62 % Anteil) drei bedeutende Glaubensgemeinschaften. Auch der Circle Pizirang mit 52,02 % Christen und 39,39 % Anhängern Traditioneller Religionen ist religiös gemischt. Klare christliche Mehrheiten weisen die Circles Pakke-Kessang (80,58 % Anteil) und Dissing-Passo (92,18 % Anteil) auf. Die genaue religiöse Zusammensetzung der Bevölkerung zeigt folgende Tabelle:
| Jahr                                   | Buddhisten | Buddhisten | Christen | Christen | Hindus | Hindus  | Jainas | Jainas | Muslime | Muslime | Sikhs | Sikhs  | Andere | Andere  | keine Angaben | keine Angaben | Total  | Total    |
| Jahr                                   | Zahl       | %          | Zahl     | %        | Zahl   | %       | Zahl   | %      | Zahl    | %       | Zahl  | %      | Zahl   | %       | Zahl          | %             | Zahl   | %        |
| -------------------------------------- | ---------- | ---------- | -------- | -------- | ------ | ------- | ------ | ------ | ------- | ------- | ----- | ------ | ------ | ------- | ------------- | ------------- | ------ | -------- |
| 2011                                   | 115        | 0,75 %     | 9158     | 59,63 %  | 2606   | 16,97 % | 0      | 0,00 % | 96      | 0,63 %  | 20    | 0,13 % | 3358   | 21,86 % | 5             | 0,03 %        | 15.358 | 100,00 % |
| Quelle: Ergebnis der Volkszählung 2011 |            |            |          |          |        |         |        |        |         |         |       |        |        |         |               |               |        |          |

## Bildung
Trotz bedeutender Anstrengungen ist das Ziel der vollständigen Alphabetisierung noch weit entfernt. Selbst der Alphabetisierungsgrad der Männer ist gering. Unter den Frauen können noch weniger Menschen lesen und schreiben. Die markant höhere Alphabetisierung der Männer ist typisch für Indien. Den Stand der Alphabetisierung zeigt die folgende Tabelle:
| Alphabetisierung im Distrikt Pakke-Kessang |                   |                   |
| Einheit                                    | Volkszählung 2011 | Volkszählung 2011 |
| Einheit                                    | Anzahl            | Anteil            |
| GESAMT                                     | 7751              | 61,51 %           |
| Männer                                     | 4240              | 69,29 %           |
| Frauen                                     | 3511              | 54,16 %           |
| Quelle: Ergebnis der Volkszählung 2011     |                   |                   |

## Verwaltung
Der heutige Distrikt ist in die fünf Circles (Kreise) Dissing-Passo, Pakke-Kessang, Passa Valley, Pizirang (Veo) und Seijosa unterteilt. Im Jahr 1971 gab es auf dem heutigen Distriktsgebiet nur den Circle Pakke-Kessang, von 1981 bis 2001 die Circles Pakke-Kessang und Seijosa und bei der Volkszählung 2011 war das Gebiet in die Circles Dissing-Passo, Pakke-Kessang, Pizirang (Veo) und Seijosa unterteilt. Der Circle Passa Valley entstand nach der letzten Volkszählung 2011.